# Kim Seong-kon
Kim Seong-kon, conocido también como Seong-kon Kim (en coreano 김성곤; fecha de nacimiento, 9 de agosto de 1949) es un prestigioso académico, crítico literario y escritor de Corea del Sur.
Kim es el presidente de LTI Korea (Instituto de Traducción Literaria de Corea), un organismo público que pertenece al Ministerio de Cultura, Deporte y Turismo de Corea del Sur. Fue nombrado por el gobierno surcoreano en febrero de 2015 para dirigir dicho Instituto durante otros tres años. Fue asimismo designado coeditor de Korea Journal, de la Comisión Nacional de Corea para la UNESCO, y es profesor emérito de la Universidad Nacional de Seúl, donde fue galardonado en 7 ocasiones con el Premio a la Excelencia Investigadora.
Ha impartido clases como profesor invitado en la Universidad Estatal de Pennsylvania, en la Universidad de California, en Berkeley, y en la Universidad Brigham Young; e investigador invitado en el Harvard-Yenching Institute, Universidad de Oxford y en la Universidad de Toronto. Premiado como crítico literario, fue el artífice de los primeros debates sobre el posmodernismo literario en Corea a finales de la década de los 70 y principios de los 80. Sus trabajos sobre el posmodernismo, el poscolonialismo y los estudios culturales han sido de una gran influencia para los escritores y académicos del mundo de las letras en Corea. En 2007 fue distinguido con el Premio Kim Hwantae de Crítica Literaria y en 2014, con el Premio Wu Ho de Humanidades.
Kim ha sido editor de revistas literarias, como Literatura e idea, Literatura del siglo XXI y Literatura contemporánea universal, y columnista regular del periódico Korea Herald desde 2003, con artículos que fueron presentados con frecuencia también en The Nation, The China Post, Asia One, Pakistan Observer, The Star Online, Yahoo! News, The Kathmandu Post, además de en otros medios internacionales.
También ha sido miembro del Comité Presidencial para la Cohesión Nacional y presidente del Comité Asesor de Promoción de Cultura Coreana en el Extranjero del Ministerio de Cultura. Participa de forma activa en la promoción de la literatura coreana en el exterior como miembro del Comité Asesor de Literatura Coreana de White Pine Press en Nueva York, como vicepresidente de la Sociedad Literaria de Seúl, formada por embajadores y diplomáticos de alto rango estacionados en Seúl, y presidente honorario, sección Corea del Sur, de la Asociación de Antiguos Alumnos de la Universidad Estatal de Nueva York, en Buffalo.
Ha sido, además, galardonado con el Premio a Alumno Distinguido de la Universidad Columbia (2009), el Premio Fulbright de Alumno Distinguido (2010) y el Premio a Alumno Internacional Distinguido de la Universidad Estatal de Nueva York, Buffalo (2012).
En 2015 fue ponente de dos prestigiosas conferencias: la conferencia de Profesor Distinguido de la NRF (National Research Foundation) y la de la Fundación Cultural de NAVER. Fue también incluido por la Asociación de Críticos Literarios de Corea en la lista de Los 50 Mejores Críticos Literarios del siglo XX. En 2016 es nombrado presidente del Foro Cultural de Asia y miembro del Consejo para el Intercambio Cultural Corea-China del Ministerio de Cultura, Deporte y Turismo, y a su vez profesor invitado a tiempo parcial en el Instituto Nacional de Recursos Humanos del Ministerio de Gestión de Personal. También en 2016 recibe la Placa Reconocimiento al Mejor Servicio del LTI Korea, otorgada por el equipo evaluador del Ministerio de Cultura, Deporte y Turismo, y es nominado miembro a nivel viceministro del Consejo de Diplomacia Pública del Ministerio de Asuntos Exteriores.

## Formación educativa
Kim recibió su doctorado en el Departamento de Inglés de la Universidad Estatal de Nueva York, en Buffalo, bajo la supervisión del ya difunto profesor Leslie A. Fielder, autor del primer manifiesto de la muerte de la novela a principios de la década de los 60. Más tarde, estudia Literatura Comparada en la Universidad de Columbia con el también fallecido profesor Edward W. Said, autor de Orientalismo; y, una vez finalizado los cursos de doctorado de la Universidad de Columbia, vuelve a Corea para entrar a formar parte del profesorado de la Universidad Nacional de Seúl, en 1984.

## Trayectoria

### Académica
Ha sido decano de la Escuela de Idiomas de la Universidad Nacional de Seúl (2001-2005), director del Instituto de Investigación de Lenguas (1999-2001), director del Instituto de Estudios Americanos (1999-2001), y director de SNU Residence Hall de la Universidad Nacional de Seúl (1987-1989). También ha sido director de la Editorial de la Universidad Nacional de Seúl (2009-2011), presidente de la Asociación de Editoriales Universitarias de Corea (2010-2011), y presidente del Comité Organizador de la Conferencia anual BESETO (Beijing, Seúl y Tokio) (1999-2001). Actualmente es decano de la Academia de traducción LTI Korea, organismo público que ofrece cursos relacionados al estudio de la traducción a estudiantes extranjeros y nacionales, y director de prensa de LTI Korea.
Fue el presidente fundador de la Asociación Coreana de Literatura y Cine de 1998 a 2001, presidente de la Asociación Internacional de Estudios Comparados de Corea entre 2001 y 2003, presidente de la Asociación Coreana de Ficciones Modernas escritas en inglés entre 2004 y 2006, y presidente de la Asociación Coreana de Estudios Americanos de 2007 a 2008. También fue presidente del Consejo para el Desarrollo y Promoción de la Asociación de Lengua y Literatura Inglesas de Corea entre 2004 y 2005.
Ha impartido clases en la Universidad Estatal de Nueva York, Buffalo, en la Universidad de Columbia, en la Universidad Estatal de Pennsylvania, en la Brigham Young, en la Universidad de Califormia, en Berkeley; y realizado investigaciones en Harvard, Oxford y en la Universidad de Toronto como académico invitado.

### Trayectoria profesional
Ha desempeñado el cargo de editor en la prestigiosa publicación trimestral de Literatura contemporánea universal (2002-2005) y de coeditor en Literatura del siglo XXI junto con el difunto Yi Chong-jun, Kim Yun-shik, Yoon Hu-myong y Kim Jong-hoe (1998-2012).
Como vicepresidente del Foro Internacional de Literatura de Seúl, patrocinado por la Fundación Daesan en el año 2000, 2005 y 2011, ha conseguido junto al eminente académico y crítico literario Kim Uchang, invitar a Seúl a célebres escritores internacionales de la talla de Pierre Bourdieu, Jean Baudrillard, Le Clezio, Orhan Pamuk, Oe Kenzaburo, Gary Snyder, Robert Coover, Robert Hass, Margaret Drabble, Gao Xingjian, Bei Dao, entre otros.
Y como embajador cultural, ha enseñado a diplomáticos surcoreanos en el Instituto de Asuntos Exteriores y Seguridad Nacional (1988-1994), y ha impartido clases de cultura y sociedad coreana a diplomáticos extranjeros en KOICA (Korea International Cooperation Agency) y en COTI (Central officials Training Institute), del Ministerio de Asuntos Exteriores y Comercio (1997-presente).

### Cargos administrativos
- Decano de la Academia de Traducción LTI Korea, 2012-2015
- Director de la Editorial de la Universidad Nacional de Seúl, 2009-2011
- Decano de la Escuela de Idiomas, Universidad Nacional de Seúl, 2001-2005
- Director del Instituto de Estudios Americanos, Universidad Nacional de Seúl, 1999-2001
- Director de la SNU Student Residence Hall.

### Docencia e investigación en el extranjero
- Profesor invitado en la Universidad Estatal de Nueva York, Buffalo, 2011-2012
- Profesor invitado en la Universidad de California, Berkeley, 2006-2006. Enseñó literatura asiática.
- Profesor invitado en la Universidad Brigham Young, 1996-1997. Enseñó literatura coreana.
- Profesor invitado en la Universidad Estatal de Pennsylvania, como académico residente de Fulbright, 1990-1991. Enseñó inglés y literatura comparada.
- Investigador invitado (asociado) en la Universidad Harvard, Instituto Yenching, 2006-2007
- Miembro invitado en Rockefellow Center, Universidad Estatal de Nueva York, Buffalo, 1992
- Investigador invitado en la Universidad de Oxford, 1991
- Investigador invitado en la Universidad de Toronto, 1991

## Premios y honores

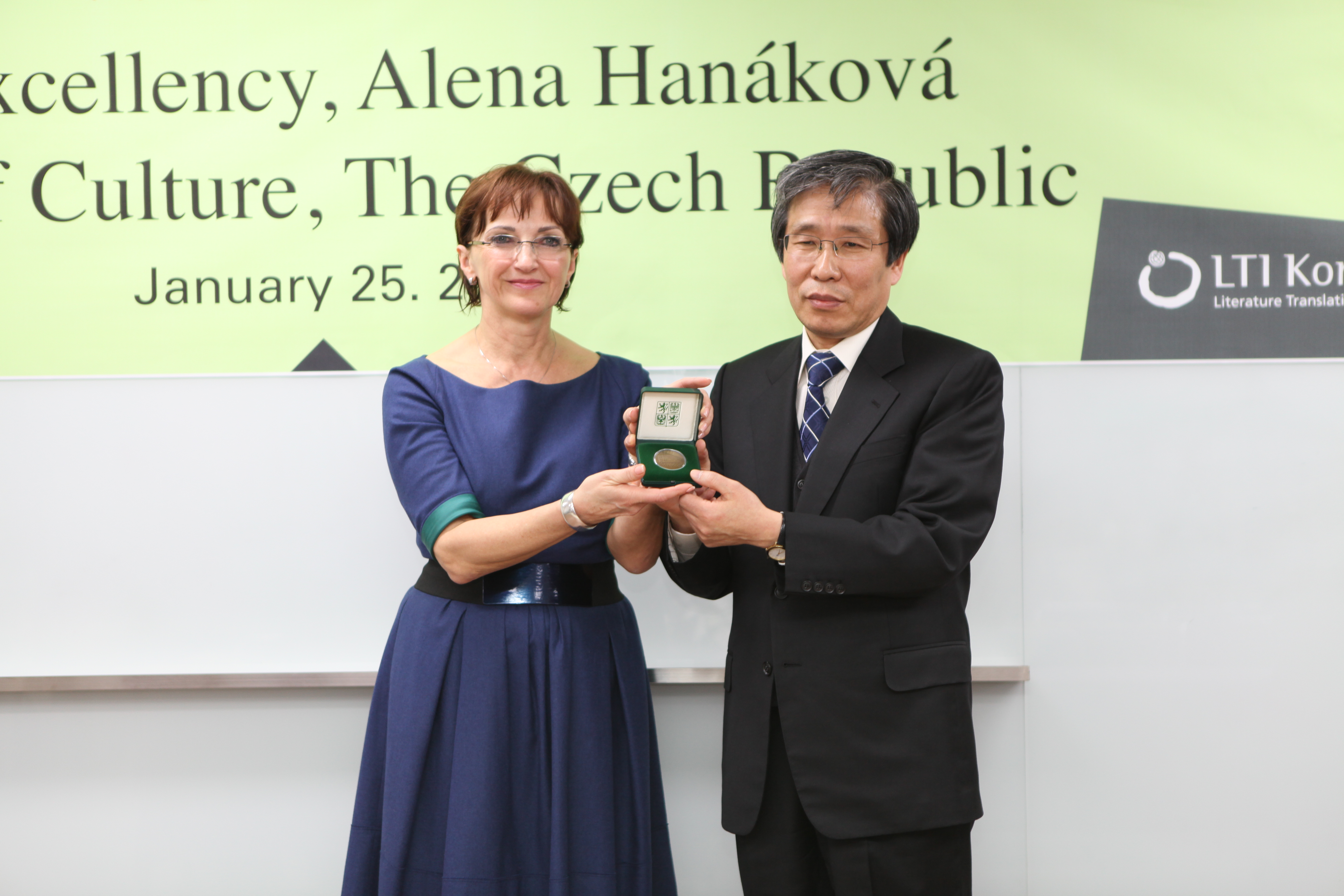
Kim recibe una medalla de H.E. Alena Hanakova, ministra de Cultura de la República Checa el 25 de enero de 2013.

- Medalla de Reconocimiento al Servicio (Jade) de Corea del Sur, 2014
- Medalla al Mérito Cultural de la República Checa, 2013
- Premio a la Excelencia Docente, Instituto de Formación de Oficiales, 2014
- Premio al Mejor Director de Instituciones Públicas, Ministerio de Cultura, 2013

- Premio a Alumno Internacional Distinguido de la Universidad Estatal de Nueva York, 2012[3]
- Premio a la Excelencia Investigadora de la Universidad Nacional de Seúl (en 7 ocasiones), 1998, 1999, 2007, 2008, 2009, 2010, 2011
- Premio Fulbright de Alumno Distinguido, 2010
- Premio a Alumno Distinguido de la Universidad Columbia, 2009
- Premio al Mejor Director de Instituto de la Universidad Nacional de Seúl, 2003, 2004

- Premio Wu Ho de Humanidades, 2014
- Seleccionado en Los 50 Mejores Críticos Literarios del siglo XX, Asociación Coreana de Críticos Literarios, 2014
- Seleccionado en Los Mejores Libros de 2010 de la Academia Nacional de Ciencias (Literatura en la era de las culturas híbridas).
- Premio Kim Hwantae de Crítica Literaria, 2008
- Premio al Libro de Hoy por Entrevistas con escritores americanos, 1985
- Libro del Año, por el Ministerio de Cultura (3 veces)
- Seleccionado Mejor Crítica Literaria de 2012 (Literatura y juego)
- Seleccionado Mejor Libro de Literatura y Cine (Ensayos sobre el cine), 1992
- Seleccionado Traductor Representativo de Corea, por Journal of Publications, 1990
- Seleccionado en Los Mejores Libros de la Década 90, Kyobo, por Ensayos sobre el cine
- Seleccionado en Los Mejores 24 Libros de Literatura Extranjera desde la Liberación Nacional, por Palabras en el laberinto: entrevistas con autores americanos, 1989
- Seleccionado en Libros Representativos de los ochenta, por Literatura americana en la era posmoderna, 1989
- Placa al Servicio Distinguido, otorgado por el rector de la Universidad Nacional de Seúl, 2001, 2011, 2014
- Premio de Reconocimiento a un Servicio Excepcional, Universidad Nacional de Seúl, 2004
- Beca para enseñar en el extranjero del Centro de Investigación de Corea, 1996-1997
- Beca del British Council, 1991 (Universidad de Oxford)
- Beca de Canadian Faculty Enrichment Grant, 1991 (Universidad de Toronto)
- Premio Asian Scholar-in-Residence, 1990-1991 (Universidad Estatal de Pennsylvania)
- Beca Fulbright, 1978-1984
- Beca de Investigación en el extranjero de la Universidad Nacional de Seúl (UC Berkeley/ Harvard)
- Premio del Superintendente por el Valedictorian, 1967
- Premio del Ministerio de Educación, 1966

## Conferenciante invitado
- Universidad Cornell, 1990 (USA)
- Universidad Stanford, 1991 (USA)
- Universidad Estatal de Pennsylvania, 1990, 1991 (USA)
- Universidad Estatal de Nueva Yotk en Buffalo, 1992 (USA)
- Universidad de Tokio, 1999, 2002 (Japón)
- Universidad de Pekín, 2003, 2010 (China)
- Universidad de París XIII, 2004 (Francia)
- Universidad de Saarbrucken, 2010 (Alemania)
- Universidad Estatal de Nueva York en Buffalo, 2011-2012 (USA)

## Publicaciones en el extranjero (libros)
- La cortesía básica en Corea, Kent, UK: Paul Nobury (Curzon Press), 1988. Coautor junto a O Young Lee (exministro de Cultura)
- Informe sobre Corea. Boulder: Associated University Press, 1991. (autor de un capítulo)
- Contracorrientes en la Literatura de Asia y de Occidente. Newark: Associated UP, 1997. (autor de un capítulo)
- Posmodernismo en Asia. Tokio: Universidad de Tokio, 2003 (autor de un capítulo)
- Historia Intelectual de Corea. Tokio: Cuon Press, 2014 (autor de un capítulo)

## Libros publicados
- La cortesía básica en Corea, Kent, UK: Paul Nobury (Curzon Press), 1988. Coautor junto a O Young Lee (exministro de Cultura)
- Viaje al pasado. Seúl: SNU Press, 1985 (en inglés)
- Conversaciones con escritores americanos, Seúl: Minumsa, 1986.
- Literatura americana en la época posmoderna, Seúl: SNU Press, 1989.
- Retrato de la literatura americana y sus escritores, Seúl: SNU Press, 1993. (seleccionado como Mejor Libro del Año por el Ministerio de Cultura)
- Ensayos sobre el cine, Seúl: Yoleumsa, 1994. (usado como texto escolar en la Universidad de Washington, y uno de sus capítulos aparece también incluido en un texto escolar de high school y college, 2011)
- Literatura en la era de los nuevos medios, Seúl: Minumsa, 1995.
- Literatura y cine, Seúl: Minumsa, 1996.
- Literatura americana contemporánea, Seúl: Minumsa, 1996.
- Hollywood: espejo de la cultura del siglo XX, Seúl: Woongjin, 1996.
- Odisea en el cine, Seúl: Hyohyung, 2001.
- Corea en la era del multiculturalismo, Seúl: Yoleumsa, 2002.
- Leer cultura en una era de fusión de culturas, Seúl: L&T, 2003.
- Estudios culturales y el futuro de las humanidades, Seúl: SNU Press, 2003. Seleccionado en Los Mejores Libros del Año, por el Ministerio de Cultura
- Leer cultura en el cine, Seúl: SNU Press, 2003.
- Leer América en el cine de Hollywood, Seúl: Sallim, 2005.
- Edgar Allan Poe, Seúl: Sallim, 2005
- J. D. Salinger y El guardián entre el centeno. Seúl: Sallim, 2005.
- Clave para pensar: Literatura, Seúl: Mountain Press, 2006.
- Literatura en un mundo globalizado, Seúl: Minumsa, 2006. Mejor Libro del Año por el Ministerio de Cultura
- Literatura en la era de las culturas híbridas, Seúl: SNU Press, 2009. Seleccionado en Los Mejores Libros del 2010 por la Academia Nacional de Ciencias
- Literatura más allá de las fronteras, Seúl: Minumsa, 2013

## Libros editados
- La muerte de la novela y el posmodernismo. Ed. Seong-Kon Kim. Attic Publishing Co.
- 100 claves culturales en el siglo XXI. Ed. Seong-Kon Kim. Research Institute of Korean Publications & Marketing
- Poesía coreana. Coeditado junto a Yong-jik Kim. KCAF
- Viaje a Mujin: recopilación de ficción moderna coreana. Coeditado junto a Yongjik Kim. KCAF
- Movimientos literarios del siglo XXI. Ed. Seong-Kon Kim. Literature & Thought Publishing Co.

## Traducciones
De coreano a inglés:
- Vientos Fuertes en el paso Mishi. New York: White Pine Press, 2003. Poemas de Hwang Tong-kyu, co-trad. Seong-Kon Kim, Dennis Maloney
- Mujer en la terraza. New York: White Pine Press, 2007.
- Poemas de Moon Chung-hee. Co-trad. Seong-Kon Kim. Alec Gordon. Con este libro la poeta fue galadonada con el Premio Cicada de Suecia.
- La plaza. Novela de Choi In-hun. Trad. Seong-Kon Kim. Urbana-Champaign: Dalkey Archive Press, 2014

De inglés a coreano:
- La subasta del lote 49. Thomas Pynchon. Seúl. Minumsa.
- La narración de Arthur Gordon Pym de Nantucket. Edgar Allan Poe. Golden Bough.
- La pesca de la trucha en América. Richard Brautigan. Vichae.
- Adiós a las armas. Ernest Hemingway. Sigongsa.
- En nuestro tiempo. Ernest Hemingway. Sigongsa
- Esperando el fín. Leslie A. Fiedler. Samsung.
- Primitivismo. Michael Bell. SNU Press
- El amor es una falacia: colección de ficciones posmodernas. Borges et al. Woongjin.
- Selección de poemas de Seamus Heaney. Seamus Heaney. Yeolumsa
- Cultura e imperialismo. Edward W.Said. Co-trad. Hanshin
- Cultura posmoderna. Steven Corner. Co-trad. Hanshin
- Crítica literaria norteamericana. Vincent Leitch. Co-trad. Hanshin.
- Poética de Mukarovsky. Mukarovsky. Co-trad. Modern Literature Co.